# 마르쿠스 레오나르두
마르쿠스 레오나르두 산투스 아우메이다 (Marcos Leonardo Santos Almeida, 2003년 5월 2일 ~ )는 브라질의 축구 선수이며, 현재 사우디 프로페셔널리그의 알힐랄에서 공격수로 뛰고 있다.